# Virginia Slims of Oklahoma City 1971 - Doppio
Il doppio del torneo di tennis Virginia Slims of Oklahoma City 1971, facente parte del Virginia Slims Circuit 1971, ha avuto come vincitrici Rosie Casals e Billie Jean King che hanno battuto in finale Mary Ann Curtis e Val Ziegenfuss con il punteggio di 6–7, 6–0, 7–5.

## Tabellone

### Legenda
| - Q = Qualificato - WC = Wild card - LL = Lucky loser | - ALT = Alternate - SE = Special Exempt - PR = Protected Ranking | - w/o = Walkover - r = Ritirato - d = Squalificato |

|  | Primo turno                    | Primo turno                    | Primo turno                    | Primo turno | Primo turno |  |  | Semifinali                     | Semifinali                     | Semifinali                     | Semifinali                     | Semifinali |   |   | Finale                        | Finale                        | Finale | Finale | Finale |  |
|  |                                |                                |                                |             |             |  |  |                                |                                |                                |                                |            |   |   |                               |                               |        |        |        |  |
|  | Billie Jean King Rosie Casals  | Billie Jean King Rosie Casals  | Billie Jean King Rosie Casals  | 6           | 6           |  |  |                                |                                |                                |                                |            |   |   |                               |                               |        |        |        |  |
|  | Kristy Pigeon Denis Carter     | Kristy Pigeon Denis Carter     | Kristy Pigeon Denis Carter     | 2           | 3           |  |  | Billie Jean King Rosie Casals  | Billie Jean King Rosie Casals  | Billie Jean King Rosie Casals  | 6                              | 6          |   |   |                               |                               |        |        |        |  |
|  | Esme Emanuel Ceci Martinez     | Esme Emanuel Ceci Martinez     | Esme Emanuel Ceci Martinez     | 6           | 6           |  |  | Esme Emanuel Ceci Martinez     | Esme Emanuel Ceci Martinez     | Esme Emanuel Ceci Martinez     | 4                              | 2          |   |   |                               |                               |        |        |        |  |
|  | Tory Fretz Stephanie Defina    | Tory Fretz Stephanie Defina    | Tory Fretz Stephanie Defina    | 3           | 4           |  |  |                                |                                |                                |                                |            |   |   | Rosie Casals Billie Jean King | Rosie Casals Billie Jean King | 6      | 6      | 7      |  |
|  | Mary Ann Curtis Val Ziegenfuss | Mary Ann Curtis Val Ziegenfuss | Mary Ann Curtis Val Ziegenfuss | 6           | 7           |  |  |                                |                                | Mary Ann Curtis Val Ziegenfuss | Mary Ann Curtis Val Ziegenfuss | 7          | 0 | 5 |                               |                               |        |        |        |  |
|  | P Bartkowicz J Tegart Dalton   | P Bartkowicz J Tegart Dalton   | P Bartkowicz J Tegart Dalton   | 3           | 6           |  |  | Mary Ann Curtis Val Ziegenfuss | Mary Ann Curtis Val Ziegenfuss | 3                              | 6                              | 6          |   |   |                               |                               |        |        |        |  |
|  | Ann Jones Françoise Dürr       | Ann Jones Françoise Dürr       | Ann Jones Françoise Dürr       | 6           | 6           |  |  | Ann Jones Françoise Dürr       | Ann Jones Françoise Dürr       | 6                              | 2                              | 1          |   |   |                               |                               |        |        |        |  |
|  | Karen Krantzcke Kerry Melville | Karen Krantzcke Kerry Melville | Karen Krantzcke Kerry Melville | 2           | 1           |  |  |                                |                                |                                |                                |            |   |   |                               |                               |        |        |        |  |